# Paul Tripp
Paul Tripp (* 20. Februar 1911 in New York City; † 29. August 2002 ebenda) war ein US-amerikanischer Schauspieler, Drehbuchautor, Musiker und Sprecher. 

## Leben

### Ausbildung und Theater
Paul Tripp wurde in der New Yorker Lower East Side als Sohn von Benjamin Tripp und dessen Ehefrau Esther geboren. Sein Vater war Schauspieler und Sänger. Tripp besuchte das City College of the City University of New York. Er wollte zunächst Anwalt werden und studierte Rechtswissenschaft am Brooklyn College. Sein Studium schloss er jedoch nicht ab und wandte sich stattdessen der Schauspielerei zu.
1936 gab er sein Bühnendebüt mit der kleinen Rolle des Zweiten Edelmanns in der Verskomödie Cyrano de Bergerac am Hartford Auditorium in Hartford, Connecticut. Diese Rolle wiederholte er im selben Jahr bei seinem New Yorker Theaterdebüt am Broadway, in einer Produktion der Walter Hampden's Company am New Amsterdam Theatre. In New York machte er verschiedene Kindertheater-Projekte, in denen er Kinder und Jugendliche aus sozial schwierigen Verhältnissen für das Theater zu begeistern suchte. 1942 wurde Tripp zum Kriegsdienst eingezogen. Dort war er unter anderem als Regisseur bei The Army, Play by Play, einer Theaterproduktion der US Army, tätig. Er war während des Zweiten Weltkriegs mit dem United States Army Signal Corps in China, Burma und Indien stationiert.

### Zusammenarbeit mit George Kleinsinger
1940 wirkte er in der Oper Victory Against Heaven von George Kleinsinger (1914–1982) mit. Gemeinsam mit Kleinsinger entwickelte er anschließend die Idee zu Tubby the Tuba, ein musikalisches Märchen für Kinder, das häufig mit Peter und der Wolf verglichen wurde. Es erzählt die Geschichte einer Tuba, die als einzige im Orchester niemals eine Melodie spielt. Kleinsinger schrieb die Musik; Tripp verfasste die verbindenden Texte dazu. Die Fertigstellung wurde durch die Ereignisse des Zweiten Weltkrieges unterbrochen; erst 1945 vollendeten Kleinsinger und Tripp die Arbeit an Tubby the Tuba.
1945 entstand die erste Schallplattenaufnahme von Tubby the Tuba mit dem Hollywood-Schauspieler Victor Jory als Erzähler. Dies öffnete Tripp den weiteren Weg ins Show-Business, insbesondere zum damals noch jungen Medium Fernsehen. Nach Kleinsinger/Tripps Komposition Tubby the Tuba entstand auch der zwei Jahre später gedrehte US-amerikanische Kurzfilm Tubby the Tuba. Tubby the Tuba wurde später von Dirigenten wie Eugene Ormandy, Leonard Bernstein und Arthur Fiedler aufgeführt. Tripps Zwischentexte wurden in über 30 Sprachen übersetzt. Die Rolle des Erzählers übernahmen unter anderem Danny Kaye, José Ferrer, Carol Channing und Peter Ustinov. Tripp selbst sprach auch immer wieder den Erzähler.
Tripp und Kleinsinger schrieben, aufgrund der Popularität des Werks, einige weitere musikalische Geschichten als Fortsetzung, so unter anderem The Further Adventures of Tubby the Tuba, Tubby the Tuba Meets a Jazz Band und Tubby the Tuba Goes to the Circus. Die Geschichten von Tubby the Tuba wurden auch als Kinderbücher mit Illustrationen veröffentlicht. 1976 entstand ein weiterer Zeichentrickfilm, mit Tripp als Erzähler und seiner Ehefrau, der Schauspielerin Ruth Enders, als arrogante Violine (The Haughty Violin).

### Kinderfernsehen und Werke für Kinder
1949 entwickelte Tripp die erste Kinderfernsehsendung im US-amerikanischen Fernsehen, Mr. I-Magination. Die Sendung lief von 1949 bis 1952 bei CBS. Er war in Personalunion Produzent, Regisseur, Drehbuchautor und Hauptdarsteller. Die Sendung entführte allwöchentlich jeweils eine Gruppe von Kindern aus dem heimischen Wohnzimmer an imaginäre Traumziele, in denen sie ihre Phantasien ausleben konnten. Häufig verband Tripp seine Geschichten mit Episoden aus der US-amerikanischen Geschichte, in dem er historische Persönlichkeiten wie den US-Präsidenten Abraham Lincoln, die Kunstschützin Annie Oakley oder den Zirkusdirektor P. T. Barnum auftreten ließ. Tripps Partnerin war regelmäßig seine Ehefrau, die Schauspielerin Ruth Enders; Schauspieler wie Walter Matthau und Richard Boone hatten dort ihre ersten Rollen im Fernsehen. Für Mr. I-Magination erhielt Tripp den Peabody Award.
Von 1955 bis 1959 präsentierte Tripp gemeinsam mit Ruth Enders eine weitere Fernsehsendung für Kinder, On the Carousel; in jeder Sendung gab es eine Live-Aufführung von Tubby the Tuba. Die Themengebiete der Sendung umfassten Wissenschaft, Geschichte, Kunst, Musik und Theater. On the Carousel wurde mit dem Emmy Award ausgezeichnet. 
Von 1963 bis 1967 produzierte und präsentierte er für NBC nochmals eine Kindersendung, Birthday House.
Tripp schrieb über 600 Lieder und veröffentlichte über 30 Schallplatten für Kinder, unter anderem Story of Celeste, Pee Wee the Piccolo und Good Night, Dear Lord. Tripp schrieb außerdem vier Kinderbücher, darunter 1967 The Strawman Who Smiled by Mistake und The Little Red Flower im Jahre 1968.

### Fernsehen, Film und späte Theaterrollen
In den 1950er Jahren wirkte Tripp bei mehreren Live-Aufzeichnungen von Theaterstücken im US-amerikanischen Fernsehen mit, so in The Philco Television Playhouse, Kraft Television Theatre und Studio One. 
Bei mehreren deutschsprachigen Märchenfilmen der 1950er Jahre, so bei Hänsel und Gretel, Der gestiefelte Kater, Schneeweißchen und Rosenrot und Schneewittchen übernahm er die Rolle des Erzählers in der US-amerikanischen Synchronfassung. 
In den 1960er Jahren wirkte er in Fernsehserien wie The Dick Van Dyke Show, Perry Mason oder Twilight Zone mit. Sein spätes Filmdebüt gab er 1966 in der Rolle des Rechtsanwaltes Sam Hummel in dem Spielfilm Weihnachtsmann in Not, zu dem er auch das Drehbuch und die Songtexte schrieb; Regie in dieser Filmkomödie über Santa Claus, der die Miete nicht zahlen kann und außer seiner Wohnung vertrieben werden soll, führte Rossano Brazzi.
In den 1970er und 1980er Jahren stand Tripp auch wieder auf der Bühne, schwerpunktmäßig in Theaterstücken mit historischen Hintergrund. 1971 spielte er in einer Tourneeproduktion am Pasadena Civic Auditorium in dem Theaterstück 1776 über das Leben von Benjamin Franklin. 1974 ging er mit dem Ein-Personen-Stück Will Rogers, U.S.A. auf Tournee. 1980 spielte er in dem Ein-Personen-Stück Edison, über das Leben von Thomas Alva Edison.

## Privates
Tripp heiratete am 8. August 1943 die Schauspielerin und Journalistin Ruth Enders; sie starb 1999. Aus der Ehe gingen zwei Kinder hervor, ein Sohn und eine Tochter. Tripp starb im Alter von 91 Jahren in Manhattan. Als Todesursache wurden natürliche Gründe angegeben. 

## Filmografie (Auswahl)

### Darsteller
- 1949–1952: Mr. I. Magination (Fernsehserie, auch Produzent, Drehbuch)
- 1952: Tales of Tomorrow (Fernsehserie, 2 Folgen)
- 1952–1957 Studio One
- 1953: You Are There (Fernsehserie, 1 Folge)
- 1955: The Phlico Television Playhouse
- 1955: Armstrong Circle Theatre
- 1955–1959: On the Carousel (Fernsehserie)
- 1956: Kraft Television Theatre
- 1957: The Alcoa Hour (Fernsehserie, 1 Folge)
- 1960: Diagnosis: Unknown (Fernsehserie, 1 Folge)
- 1961: Adventures in Paradise (Fernsehserie, 1 Folge)
- 1961: Die Dick Van Dyke Show (Fernsehserie, 1 Folge)
- 1962: Twilight Zone (The Twilight Zone) (Fernsehserie, 1 Folge)
- 1962: Route 66 (Fernsehserie, 1 Folge)
- 1962: Perry Mason (Fernsehserie, 2 Folgen)
- 1962: Preston & Preston (The Defenders) (Fernsehserie, 1 Folge)
- 1963–1967: Birthday House (Fernsehserie)
- 1966: Weihnachtsmann in Not (Il Natale che quasi non fu)
- 1976: Tubby the Tuba (Sprechrolle)
- 2000: Maybe Baby – Sex nach Plan (Maybe)

### Drehbuchautor
- 1947: Tubby the Tuba
- 1949–1952: Mr. I. Magination (Fernsehserie, auch Produzent, Darsteller)
- 1966: Weihnachtsmann in Not (Il Natale che quasi non fu)
- 1976: Tubby the Tuba (Geschichte)